# Třída Keeper
Třída Keeper jsou víceúčelové pobřežní kutry Pobřežní stráže Spojených států amerických. Jejich americké označení je 175-foot Coastal Buoy Tender. Mezi jejich hlavní úkoly patří kladení bójí, likvidace ropných skvrn, prorážení cest na zamrzlých vodních plochách pro jiné lodě, nebo mise SAR, nebo prosazování práva. Celkem bylo postaveno 14 plavidel této třídy. Jsou to první plavidla pobřežní stráže poháněná pody (Z-drive).

## Pozadí vzniku
Třídu vyvinula a postavila americká Marinette Marine Corporation (MMC). V zásadě jde o zmenšenou verzi tendrů třídy Juniper. V letech 1994–2000 bylo do služby zařazeno celkem 14 jednotek této třídy.
Jednotky třídy Keeper:
| Jméno                      | Spuštěna | Vstup do služby    | Status  |
| -------------------------- | -------- | ------------------ | ------- |
| Ida Lewis (WLM-551)        | 1995     | 1. listopadu 1996  | aktivní |
| Katherine Walker (WLM-552) | 1996     | 27. června 1997    | aktivní |
| Abbie Burgess (WLM-553)    | 1997     | 19. září 1997      | aktivní |
| Marcus Hanna (WLM-554)     | 1997     | 26. listopadu 1997 | aktivní |
| James Rankin (WLM-555)     | 1998     | 26. srpna 1998     | aktivní |
| Joshua Appleby (WLM-556)   | 1998     | 20. listopadu 1998 | aktivní |
| Frank Drew (WLM-557)       | 1998     | 17. června 1999    | aktivní |
| Anthony Petit (WLM-558)    | 1999     | 1. července 1999   | aktivní |
| Barbara Mabrity (WLM-559)  | 1999     | 29. července 1999  | aktivní |
| William Tate (WLM-560)     | 1999     | 16. září 1999      | aktivní |
| Harry Claiborne (WLM-561)  | 1999     | 28. října 1999     | aktivní |
| Maria Bray (WLM-562)       | 1999     | 6. dubna 2000      | aktivní |
| Henry Blake (WLM-563)      | 1999     | 18. května 2000    | aktivní |
| George Cobb (WLM-564)      | 1999     | 22. června 2000    | aktivní |

## Konstrukce

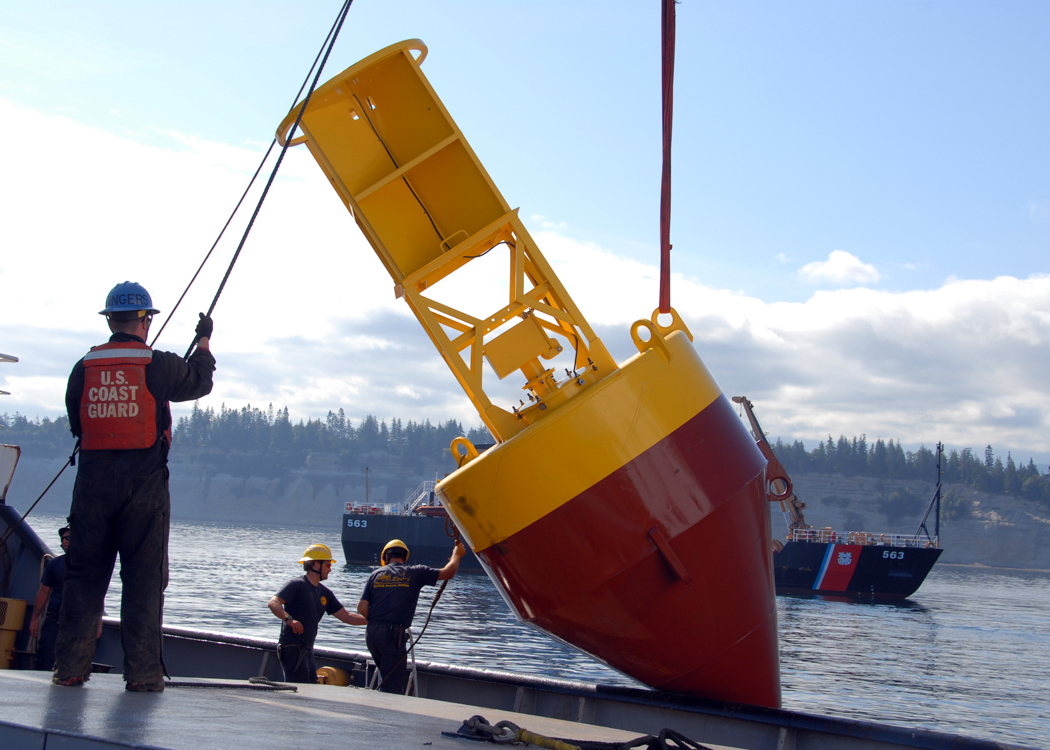
Manipulace s bójí

Plavidla nesou navigační radar SPS-73. NA palubě jsou kajuty pro 18 členů posádky a šest dalších osob (např. kadetů). Plavidla jsou vybavena jeřábem o nosnosti 10 tun a vybavením pro likvidaci ropných skvrn.  Pohonný systém tvoří dva diesely Caterpillar 3508 TA o celkovém výkonu 1710 bhp, pohánějící dva pody. Nejvyšší rychlost dosahuje 12 uzlů. Manévrovací schopnosti plavidel dále zlepšuje příďové dokormidlovací zařízení.